# Брут (община Драгаш)
Вижте пояснителната страница за други значения на Брут.
Брут (на албански: Brrut, на сръбски: Брут) е село в община Драгаш, Призренски окръг, Косово. Населението възлиза на 1164 жители според преброяването от 2011 г.

## География
Брут се намира в географския район Ополе, който през 2000 година е обединен административно с Гора в единната община Драгаш. Селото се намира на около 12 километра северно от Драгаш и на около 18 километра южно от град Призрен. Разположено е от дясната страна на река Плава.

## История
Според Стефан Младенов в 1916 година Брут (Ополя Брут) е албанско село.
- 1948 – 596 души
- 1953 – 584 души
- 1961 – 575 души
- 1971 – 798 души
- 1981 – 1097 души
- 1991 – 1319 души
- 2011 – 1164 души

Преброяването от 2011 г. регистрира 1161 жители като албанци, а трима души са с неустановена народност.